# Лахиялов, Мурад Гаджиалиевич
Мура́д Гаджиали́евич Лахия́лов (1976 — 25 октября 2005) — один из лидеров группировки «Джамаат шариат». Один из организаторов серии терактов против милиционеров в Дагестане в 2003—2005 годах.
Лахиялов находился в международном розыске за совершение преступлений, предусмотренных статьями 105, 205, 209, 210, 222 и 317 УК РФ (убийство, террористический акт, бандитизм, организация преступного сообщества, незаконный оборот оружия и взрывчатки, посягательство на жизнь сотрудников правоохранительных органов).

## Цитаты
«Нас осуждают. Я вам еще раз говорю, вы в Судный день за это ответите! И… если вы на нашем пути встретитесь, по законам военного времени и по шариату вы перед нами тоже будете отвечать за ваши слова, за ваши поступки! Мы вас предупреждаем! Хватит болтовней заниматься…»
«Я не беру этих местных мунафиков (лицемеров), суфистов, тарикатчиков, мюридов. Я говорю за тех, кто считает себя «сунна джамаат»! В мечетях обнимаются, целуются, ходят в мечети и часами там проводят в обсуждении тем! Только и слышны слова «Альхамду лиЛлах», «Инша Аллах», «Как дела?», и все, дальше разговора это не идет!«

«Единственная причина, по которой мусульманин не делает джихад, — это трусость, и больше ничего!.. Трусость быть убитыми! Трусость потерять эту мирскую жизнь! Страх, короче, у вас…»

## Биография

### Ранние годы
Родился в Махачкале. Последователем ваххабизма стал ещё в тюрьме, где отбывал срок за угон автомобилей.

### Террористическая деятельность
В середине 2000-х был одним из участников группировки Джамаат шариат. После уничтожения 6 июля 2005 года Расула Макашарипова являлся самой известной фигурой среди боевиков Дагестана. Вместе с Ясином Расуловым на основе видеообращения создал ролик.
Основной организатор серии терактов, совершенных в республике Дагестан направленных против сотрудников силовых структур. Среди них — взрыв прокуратуры ленинского района Махачкалы 15 апреля 2005 года, один из главных подозреваемых в убийстве министра по национальной политике, информации и внешним связям Дагестана Магомедсалиха Гусаева (27 августа 2003 года), а также его преемника Загира Арухова, совершенное 20 мая 2005 года, директора центра стратегических исследований и политических технологий Загида Варисова 28 июня 2005 и теракта в Махачкале 1 июля 2005 года у городских бань, в результате которого погибли десять солдат 102-й бригады внутренних войск МВД, 26 человек получили ранения.  18 августа 2005 года на автодороге Махачкала-Каспийск был взорван автобус с ставропольскими милиционерами в результате подрыва погибло 6 человек и 4 пострадала. 20 августа 2005 года возле банкетного зала "Европа" был подорван пеший патруль погибло 4 сотрудника 6-Отдела, Мурад Лахиялов и Ясин Расулов наблюдали за происходящим не подалёку. 2 сентября 2005 года на пересечений улиц Маяковского и Бабушкино взорвалась мощная бомба которая подкинул в воздух Урал ВВС при взрыве погибло 5 человек и пострадали 10 человек который жили в домах не подалёку от взрыва>. Через час после взрыва на другом конце города произошла перестрелка с милиционерами в которой пострадали 1 сотрудник и 2-классница в машине боевиков нашли бомбы патроны и видео-камеру в которой была найдена запись со взрывами 1 июля, 18 августа, 20 августа и 2 сентября а также было найдено видео-обращение в которой снимались Ясин Расулов и Мурад Лахиялов. 

### Смерть
24 октября 2005 года в правоохранительные органы Дагестана поступила информация о том, что на первом этаже дома № 53 по проспекту Насрутдинова, что находится в посёлке Редукторном города Махачкала, могут находиться участники незаконных вооруженных формирований. В 17 часов на место выехали работники силовых структур, после переговоров боевики отказались сдаться и открыли по ним огонь. Сотрудниками милиции города было принято решение оцепить район и эвакуировать всех жителей пятиэтажки. Для проведения спецоперации прибыли дополнительные спецподразделения МВД, была подтянута бронетехника. Квартира, где засели боевики, была подвергнута обстрелу из гранатометов и пулемётов, очевидцы сообщают что засевшие в квартире боевики во время перестрелки выкрикивали "Аллах Велик" и читали аяты из корана, засевшие в ней боевики открыли ответный огонь. Квартиру обстреливали из гранатомётов, огнеметов «Шмель» и крупнокалиберных пулемётов. Спецоперация продолжалась около 9 часов и закончилась лишь на утро следующего дня. В перестрелке лёгкие ранения получили два бойца ОМОНа, никто из мирных жителей не пострадал. Как сообщил по окончании операции по ликвидации боевиков в Махачкале министр внутренних дел Дагестана генерал-лейтенант Адильгерей Магомедтагиров то что двое боевиков выбежали на улицу и увидев силовиков забежали обратно и начали бежать по лестнице подъезда, на третьем этаже через окно в их застрелили, сначала Гаджимагомеда после Мурад попытался оттащить своего напарника но был застрелен теми же спецназовцами стоявшими на улице, на утро сообщили что силовикам удалось убить главарей подполья боевиков Гаджимагомеда Исмаилова и Мурада Лахиялова. Трупы Мурада и Гаджимагомеда вытащили на улицу и жильцы ближайших домов с любопытством разглядывали трупы боевиков после трупы забрали в морг>. Через два часа в той квартире где проводилась спецоперация, под завалами  нашли обгоревший труп ещё одного боевика

## Личная жизнь
По национальности аварец. Старший брат российских футболистов Шамиля Лахиялова (1979 г.р.), и Магомеда (1984 г.р.), который играл за клубы низших лиг. У Мурада была беременная жена и магазин.